# L.A. Blues Authority Volume II: Glenn Hughes – Blues
L.A. Blues Authority Volume II: Glenn Hughes — Blues — сольный студийный альбом британско-американского певца и бас-гитариста Гленна Хьюза, вышедший в 1992 году.
Альбом был выпущен под маркой The L. A. Blues Authority, блюзового проекта, в котором приняли участие многие музыканты, исполняющие оригинальные блюзовые треки и каверы. Данный альбом стал единственным в этой серии, где был представлен только оригинальный материал в исполнении одного певца. Альбом был записан за три недели, и Хьюз утверждает, что темы в записи связаны с его личными демонами того времени Это был первый сольный альбом Хьюза, выпущенный после того, как он смог в 1991 году побороть своё пристрастие к наркотикам и найти свою «высшую силу» (higher power). Это положило начало весьма плодотворному периоду в жизни Хьюза, который продолжается и по сей день.
Альбом примечателен большим числом приглашенных соло-гитаристов, в том числе: Джон Норум из Europe (он продюсировал альбом Face The Truth, в котором Хьюз играл на нескольких треках ранее в 1992 году), Мик Марс из Mötley Crüe, Уоррен ДеМартини из Ratt и Ричи Коцен из Poison и Mr. Big и Марк Кендалл из Great White.

## Список композиций
1. «The Boy Can Sing The Blues» — 5:38 (Hughes, Erickson, Varney)
2. «I’m The Man» — 5:45 (Hughes, Erickson)
3. «Here Come The Rebel» — 4:16 (Hughes, Erickson)
4. «What Can I Do For Ya?» — 6:16 (Hughes, Erickson)
5. «You Don’t Have To Save Me Anymore» — 5:34 (Hughes, Erickson)
6. «So Much Love To Give» — 5:23 (Hughes, Erickson)
7. «Shake The Ground» — 6:05 (Hughes, Erickson)
8. «Hey Buddy (You Got Me Wrong)» — 6:12 (Hughes, Erickson, Franklin, Varney)
9. «Have You Read The Book?» — 4:42 (Hughes, Erickson)
10. «Life Of Misery» — 5:15 (Hughes)
11. «Can’t Take Away My Pride» — 4:23 (Hughes, Erickson)
12. «A Right To Live» — 4:32 (Hughes, Kotzen)

## Музыканты
- Глен Хьюз — вокал, бас-гитара (1, 3, 10-12)
- Крэг Эриксон — ритм-гитара
- Tony Franklin — бас-гитара (2, 4-9)
- Gary Ferguson — ударные
- Mark Jordan — клавишные
- John Norum — Соло-гитара (1, 2)
- Уоррен Демартини — Соло-гитара (1, 2, 5)
- Mark Kendall — Соло-гитара (3-5)
- Richie Kotzen — соло-гитара (4, 12)
- Darren Householder — соло-гитара (7, 9)
- Paul Pesco — соло-гитара (8)
- Mick Mars — соло-гитара (9), слайд-гитара (11)